# Proteom
Proteom je soubor proteinů, které jsou produkované z genomu daného organismu. Pojem proteom byl poprvé použit Marcem Wilkinsem  v roce 1995.
Proteom můžeme šířeji chápat buď jako buněčný, nebo jako kompletní:
- Buněčný proteom je soubor proteinů, který se právě nachází v určité buňce, nebo buněčném typu, za daných podmínek. Např. proteom dělící se hematopoietické buňky v anafázi.
- Kompletní proteom je potom proteom celého organismu, tedy suma proteomů všech buněčných typů. Do tohoto pojmu jsou zahrnuty i proteiny, které se v organismu pouze mohou vyskytovat, ale v danou chvíli syntetizovány nejsou.

Proteom je početnější než genom, zejména u eukaryot. Je to hlavně díky alternativnímu splicingu RNA a posttranslačním modifikacím proteinů, jako fosforylace nebo štěpení peptidového řetězce.